# Pierre Couverte de la Bajoulière
Pour les articles homonymes, voir Pierre couverte.
La Pierre Couverte de la Bajoulière est un dolmen angevin situé à Saint-Rémy-la-Varenne, dans le département français de Maine-et-Loire.

## Historique
Selon La Bessière, l'édifice est mentionné dans un cartulaire de l'Abbaye Saint-Aubin d'Angers selon lequel les religieuses de l'abbaye de Nyoiseau auraient utilisé le dolmen comme chapelle en 1144. Il est représenté sur une lithographie de Godard fils publiée dans l'inventaire de Millet de la Turtaudière en 1865 et la plus ancienne photographie connue de l'édifice est datée de 1890. Le monument est classé au titre des monuments historiques en 1936. Il fut fouillé de 1979 à 1983 avant d'être totalement restauré.
Le dolmen appartient à la commune de Saint-Rémy-la-Varenne.

## Localisation
Huit dolmens et quatorze menhirs sont localisés dans un rayon de 7 km autour du dolmen de la Bajoulière. Constatant que sept des quatorze menhirs sont échelonnés sur une ligne reliant le dolmen au village néolithique du Thoureil, C. Fraysse a émis l'idée qu'il existait une voie des morts entre ces deux points.

## Architecture

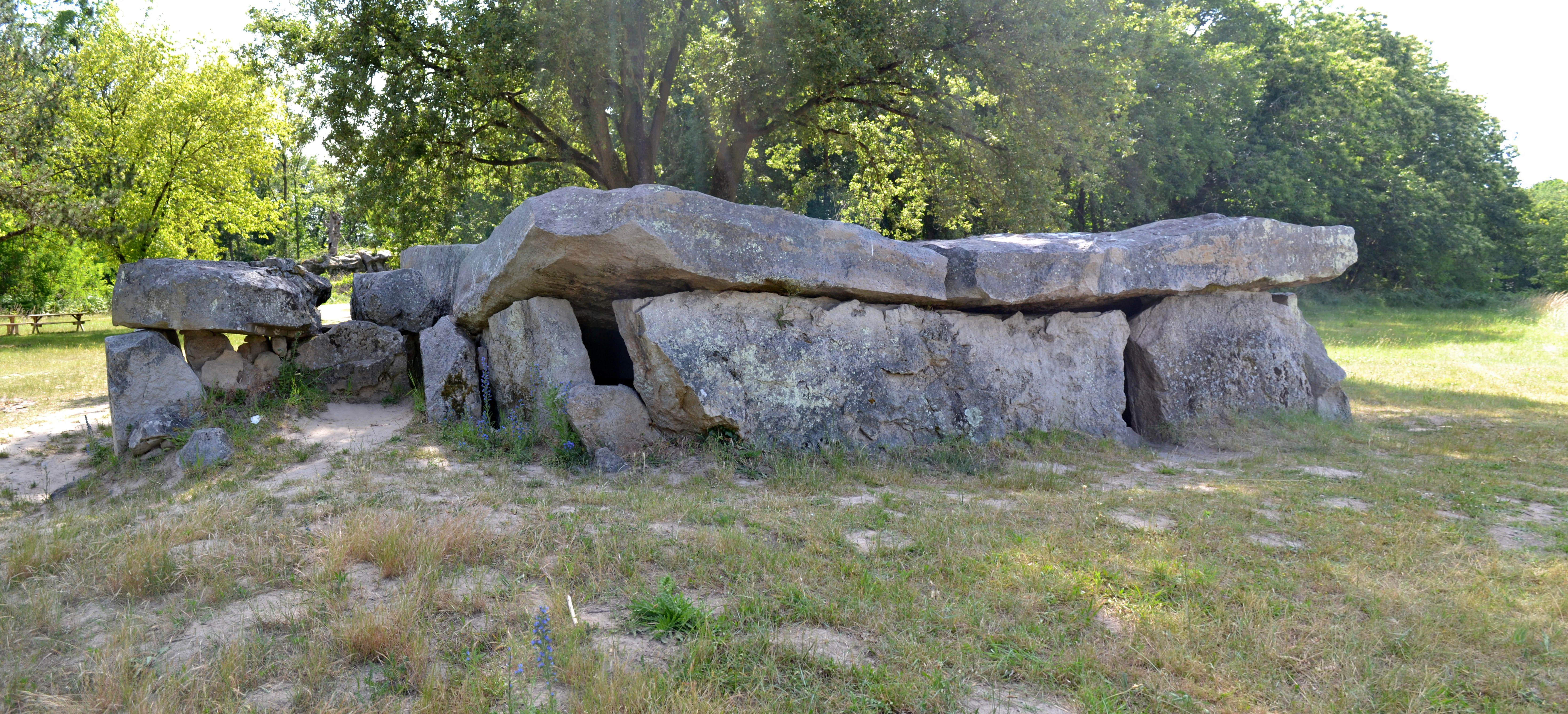
Vue d'ensemble

L'édifice est un dolmen de type angevin, c'est le plus grand des dolmens angevins dits de « type A » en raison de leur forme presque carrée. La chambre est délimitée par huit orthostates, deux sur chaque côté, dont un renversé à l'intérieur de la chambre. En réalité, la chambre est de forme légèrement trapézoïdale car ses côtés latéraux sont légèrement convergents. Elle est recouverte d'une énorme table de couverture en grès sénonnien de forme carrée (7,50 m de côté) d'une épaisseur de 0,70 m à 0,90 m qui s'ajuste au mieux avec le rebord supérieur des piliers sous-jacents. La table s'est fractionnée en quatre morceaux lors de l'effondrement de ses piliers. Selon la tradition locale, cette fracture résulterait d'un impact de la foudre, certains témoins prétendant avoir connu une dalle entière bien que la lithographie de 1865 la représente déjà brisée. 
La hauteur sous dalle est d'environ 1,80 m. L'intérieur de la chambre était compartimenté par une cloison transversale constituée de quatre dalles laissant un passage central. Ces dalles furent soigneusement installées dans des fosses d'implantation puis calées, l'une des cales présentant même des traces de martelage destiné à faciliter son ajustement avec l'angle inférieur de la dalle qu'elle bloquait.
La chambre ouvre au sud-est (azimut 145° mesuré en 1959). L'entrée de la chambre est précédée d'un double trilithe comme dans le cas du dolmen de La Roche-aux-Fées. Les deux piliers du premier portique d'entrée sont de section carrée. Leur surface a été aplanie par bouchardage et les blocs de pierre utilisés pour cet usage ont été retrouvés sur place. La plus grande des deux tables couvrant le portique pèse encore environ 6 t alors même qu'elle a perdu l'un de ses angles tombé au sol.

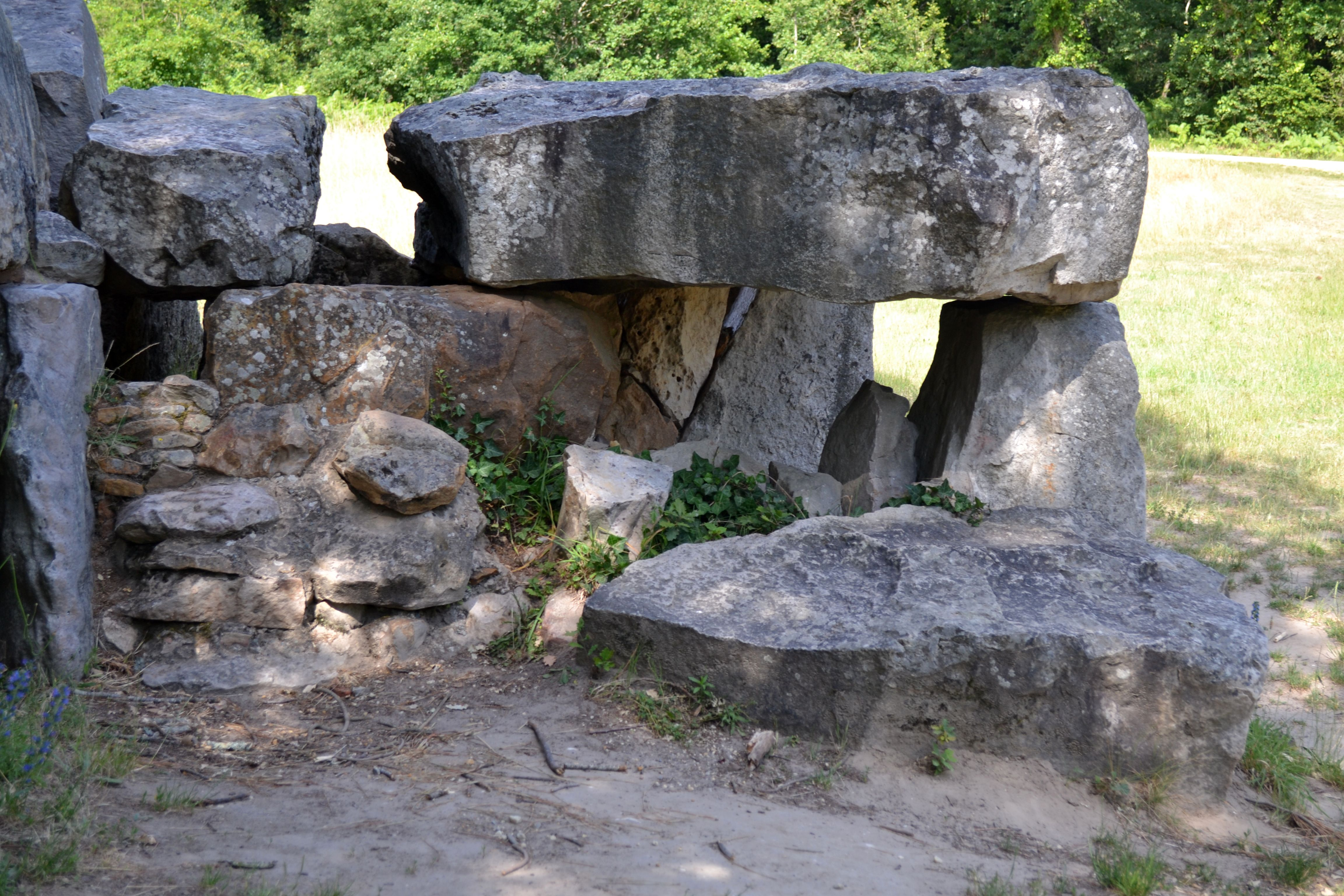
Le portique
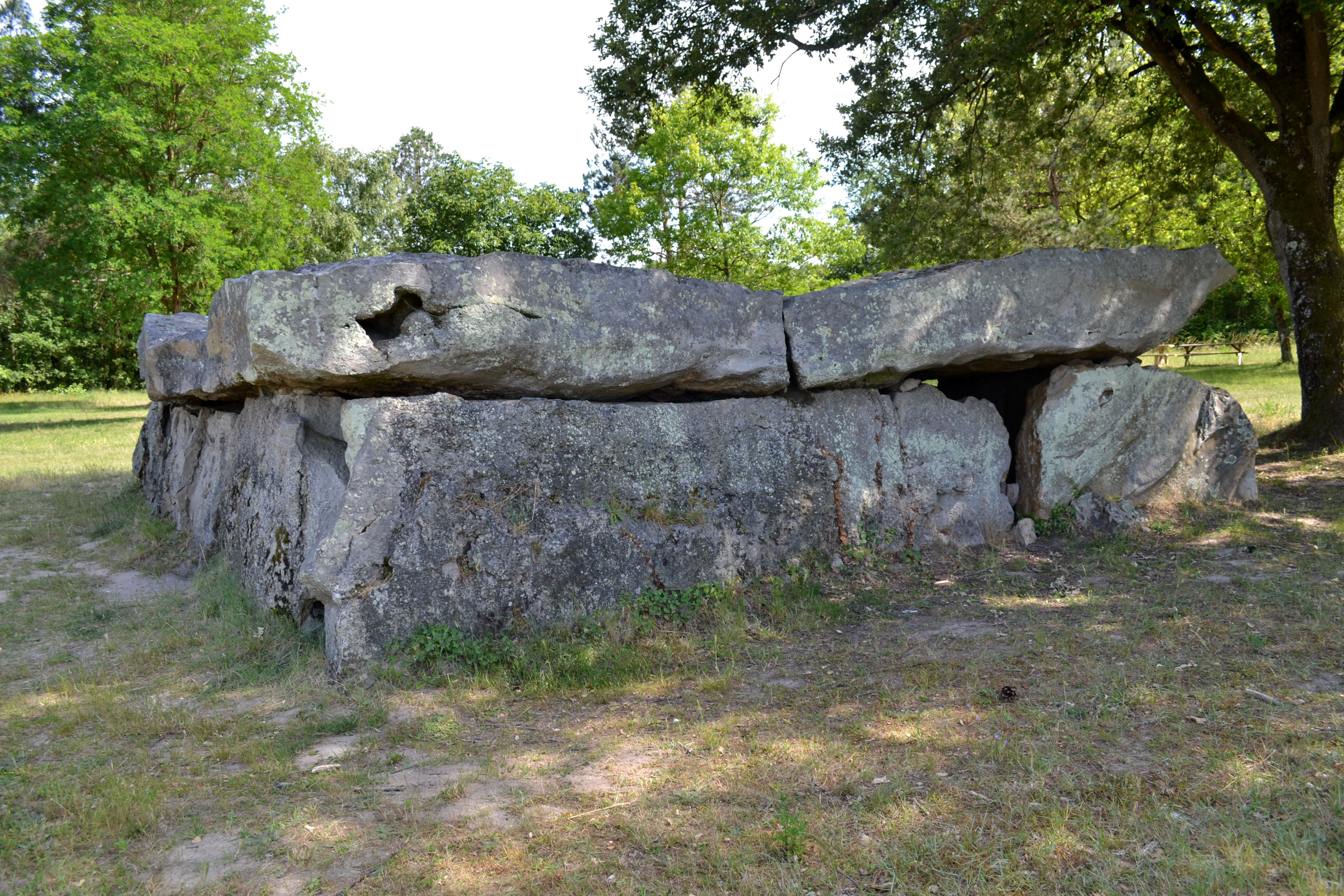
Vue arrière
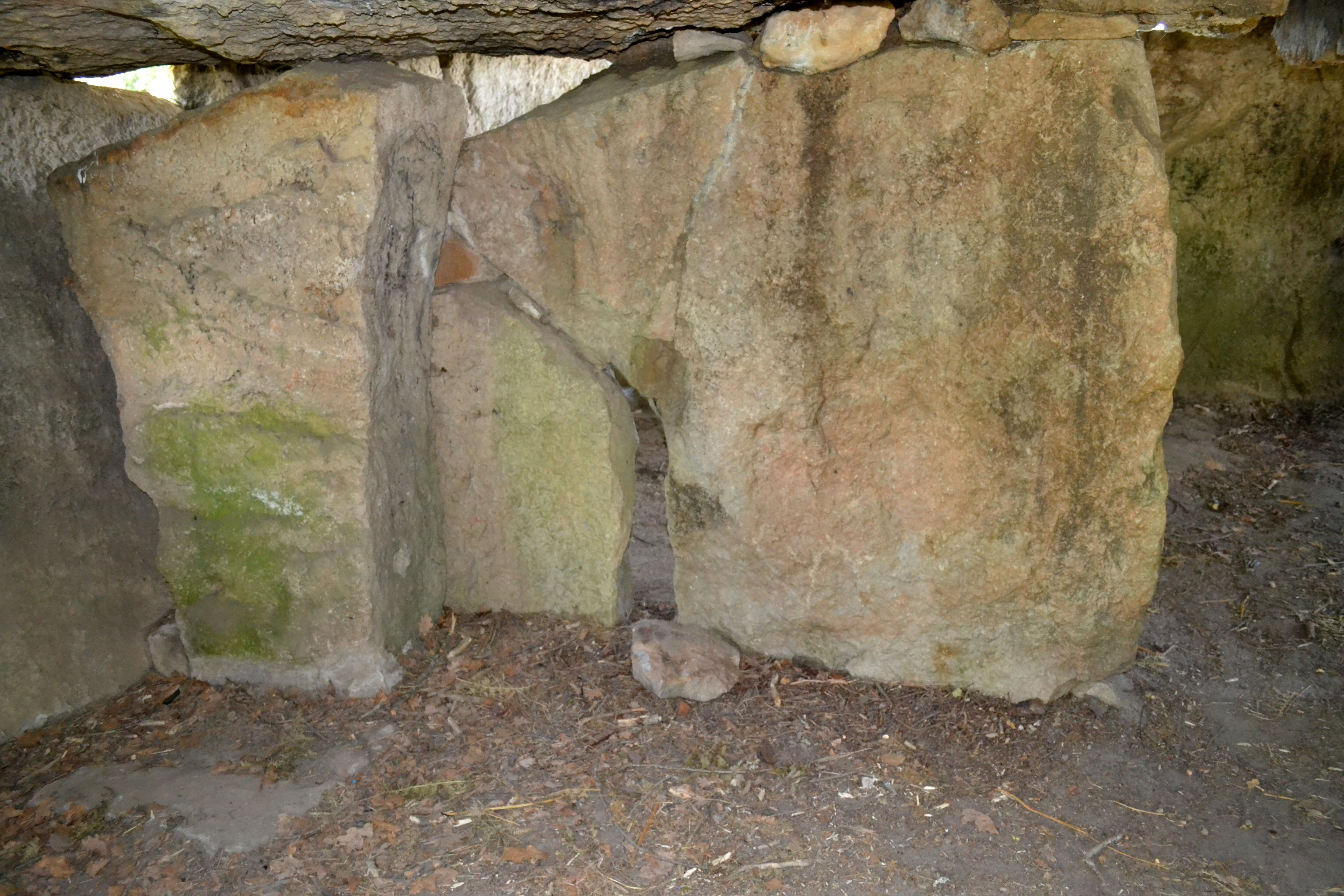
Cloison gauche de la chambre
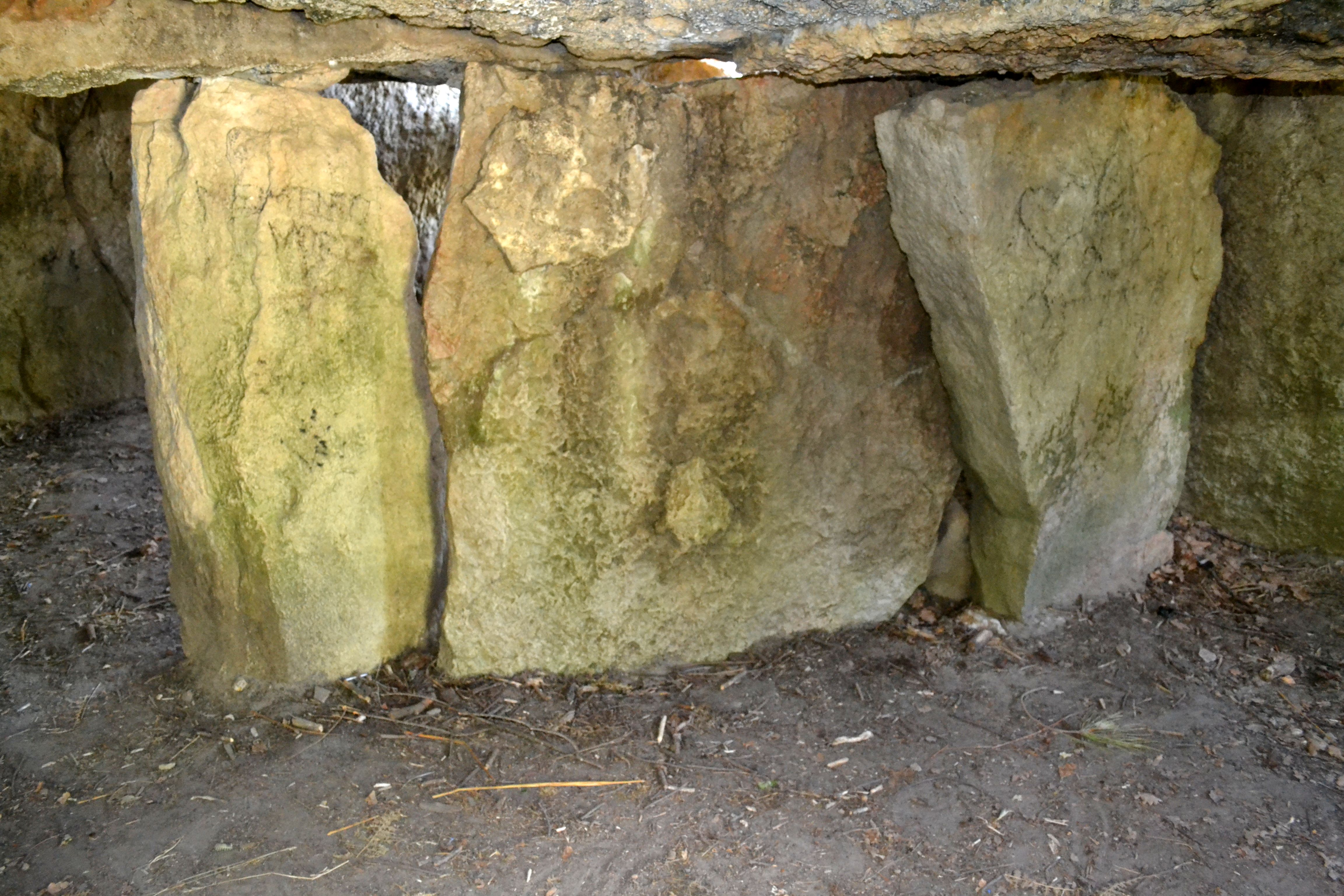
Cloison droite de la chambre

Le décapage périphérique du dolmen a permis de reconnaître l'architecture du cairn dolménique, désormais disparu, qui fut utilisé comme carrière à l'époque gallo-romaine. Des murs parallèles furent dressés à 2 m et 2,50 m de part et d'autre des parois de la chambre sur une hauteur d'au moins 0,60 m. Il est vraisemblable qu'ils atteignaient la hauteur de la table de couverture. A l'arrière du monument, ils se rejoignaient par une légère courbe 10 m en arrière de la dalle de chevet. Vers l'avant, au niveau du portique, ils venaient s'appuyer sur les premiers orthostates par un angle arrondi. L'ensemble dessinait une ove à base aplatie ou un trapèze très allongé dont on aurait adouci les angles. Cette première structure devait être épaulée par un mur extérieur de moindre ampleur, comme l'attestent les matériaux épars retrouvés sur place. Il est vraisemblable que le cairn ait servi pour la mise en place de la table de couverture comme en témoignent des traces d'« un écrasement sur place des dallettes, sans dispersion, trahissant une surcharge énorme ».
Une structure en demi-cercle, en forme de corne, constituée de blocs de pierre, a été reconnue, à environ 2,50 m en avant du dolmen sur 9 m de longueur. Elle peut correspondre à une construction aussi bien antérieure que postérieure à l'édification du dolmen.

## Mobilier archéologique
L'intérieur de la chambre fut totalement remanié à l'époque gallo-romaine où le dolmen fut alors probablement habité. Pour autant, quelques restes d'ossements humains (un fragment de maxillaire) et un matériel archéologique daté du Néolithique ont pu être découvert. Les objets lithiques comprennent des éclats de silex peu façonnés mais aussi de nombreux grattoirs, deux fragments de hache polie (en dolérite et meulière), une grosse armature de flèche à ailerons attribuée au Campaniforme et un fragment de poignard daté du Chalcolithique. La céramique préhistorique retrouvée est bien cuite, de très belle qualité et ne présente aucun fond plat. Elle correspond à des vases de grande taille au décor formé de cordons curvilignes attribués à la Culture rubanée. La présence de cette céramique sur le site serait de fait antérieure à l'édification du dolmen.